# 줄리 해거티
줄리 해거티(Julie Hagerty, 1955년 6월 15일 ~ )는 미국의 배우이다.

## 출연 작품
- 범죄의 장인 (2023) - 마지 브라우닝 역
- 노엘 (2019)
- 결혼 이야기 (2019)
- 마스터 빌더 (2014)
- 화장해 드릴까요? (2009)
- 2081 (2009)
- 쇼퍼홀릭 (2009)
- 이프 아이 해드 노운 아이 워즈 어 지니어스 (2007)
- 쉬즈 더 맨 (2006)
- 피자(영어판) (2005)
- 아담과 스티브 (2005)
- 저스트 프렌드 (2005)
- 마리 앤 브루스 (2004)
- 총각은 어려워 (2003)
- 브리짓 (2002)
- 뱃지 (2002)
- 스토리텔링 (2001)
- 프레디 갓 핑거드 (2001)
- 베이비 베들램 (2000)
- 디바의 초상화 (1999, Jackie's Back)
- 돈 잃고 몸 버리고 (1999)
- 스토리 오브 어스 (1999)
- 투어리스트 트랩 (1998)
- 멜 (1998)
- 유 턴 (1997)
- 이중 가면 (1996)
- 막을 올려라 (1992)
- 밥에게 무슨 일이 생겼나 (1991)
- 루드 어웨이커닝 (1989)
- 야망의 브로드웨이 (1989)
- 머피 브라운 (1988)
- 위험한 사랑 (1987)
- 로스트 인 아메리카 (1985)
- 마데라 의과 대학 (1985)
- 한여름 밤의 섹스 코미디 (1982)
- 에어플레인 2 (1982)
- 에어플레인 (1980)